# مورچه‌مرغ چهچهه‌زن پرو
مورچه‌مرغ چهچهه‌زن پرو (نام علمی: Hypocnemis peruviana) نام یک گونه از سرده چهچهه‌زن‌ها است.